# Galeanellinae
Galeanellinae es una subfamilia de foraminíferos bentónicos de la familia Milioliporidae, de la superfamilia Soritoidea, del suborden Miliolina y del orden Miliolida. Su rango cronoestratigráfico abarca desde el Carniense hasta el Rhaetiense (Triásico superior).

## Discusión
Algunas clasificaciones incluyen Galeanellinae en la Superfamilia Milioliporoidea.

## Clasificación
Galeanellinae incluye a los siguientes géneros:
- Bispiranella †
- Galeanella †

Otro género considerado en Galeanellinae es:
- Galea †, aceptado como Galeanella